# Centern (partigrupp 1885–1887)
Centern var under riksdagarna 1885-1887 beteckningen på mittengruppen i första kammaren, ungefärligen motsvarande det tidigare så kallade Skånska partiet. Under den hårdnande tullstriden uppgick Centern 1888 i det frihandelsvänliga minoritetspartiet.
Partigruppen ska inte förväxlas med Centern som partigrupp i andra kammaren 1873-1882.